# Guvernér Vatikánu

Funkce guvernéra Vatikánského městského státu (italsky Governatore dello Stato della Città del Vaticano) existovala od založení státu Vatikán v roce 1929 do roku 1952. 

## Historie
Jediným držitelem totoho titulu byl markýz Camillo Serafini (1864-1952), a to až do své smrti.
Nebyl jmenován žádný nástupce a samotná funkce nebyla zmíněna ani v Základním zákoně Vatikánského městského státu vydaném papežem Janem Pavlem II. dne 26. listopadu 2000, který vstoupil v platnost dne 22. února 2001.
Již za Serafiniho života pravomoci guvernéra omezil papež Pius XII. v roce 1939 zřízením Papežské komise pro Vatikánský městský stát, složené původně ze tří kardinálů, jejichž počet se později zvýšil na sedm. Funkce, které byly dříve určeny guvernérovi od roku 1952 vykonával předseda papežské komise. Ten od roku 2001 zastává také titul předsedy Komise pro Městský stát Vatikán.

## Guvernéři
| Pořadí | obrázek | Jméno (narození–úmrtí)              | doba vlády                                |
| ------ | ------- | ----------------------------------- | ----------------------------------------- |
| 1      |         | Markýz Camillo Serafini (1864–1952) | 11. února 1929 – 21. března 1952 (23 let) |